# La Vattay
La Vattay é uma estação de esqui de fundo localizada na comuna francesa de Divonne-les-Bains no departamento francês de l'Ain e ao qual se acede a partir de Gex (País de Gex) e de Genebra pelo colo da Faucille.
Com 140 km de pistas preparadas por motoniveladoras, a estância de esqui acolhe anualmente competições de esqui e está ligada ao domínio esquiável de vale da Valserine.
Desde 1999 faz parte da estação Monts Jura, pelo que fica no parque natural regional do Alto-Jura.